# 프로테스탄트 윤리와 자본주의 정신
《프로테스탄트 윤리와 자본주의 정신》(독일어: Die protestantische Ethik und der 'Geist' des Kapitalismus)은 독일의 경제학자이자 사회학자인 막스 베버의 저작으로, 1904년에서 1905년에 걸쳐 잡지 《사회과학과 사회정책학》(Archiv für Sozialwissenschaft und Sozialpolitik)에 연재되었다가 1920년에 책으로 간행되었다. 영역본은 1930년에 탤컷 파슨스에 의해 《개신교 윤리와 자본주의 정신》(The Protestant Ethic and the Spirit of Capitalism)이라는 제목 그대로 번역되었고, 그 후 수많은 판본이 나왔다.
그는 이 책에서 서구의 근대 자본주의의 발생과 그것의 근본 정신은 16세기에 발흥한 개신교에 윤리에 있다고 주장했다. 개신교 윤리는 소위 '현세적 사람들'에게 영향을 미쳤는데, 특히 '일'과 관련된 분야에서 그 영향이 두드러졌다. 그들은 이러한 개신교 윤리에 따라 자신의 기업 혹은 계약을 발달시킴과 함께, 재투자를 위한 부를 축적하였다. 베버는 이런 이유를 들어 개신교(특히, 직업소명설을 주장한 칼뱅주의) 윤리가 자본주의 발전에 영향을 끼쳤다고 이 책에서 주장했다. 다시 말해, 개신교 윤리는 자본주의의 발달을 이끈 비계획적이고 비동력적인 힘이었다는 주장이다. 이러한 그의 주장을 “베버 명제”라고도 한다.
1998년에 국제사회학회(International Sociological Association)가 선정하는 〈20세기 명저 10〉에서 4위를 차지했다.
2011년 〈문화체육관광부 우수 학술 도서 선정〉에서 사회과학분야 우수 학술 도서로 선정되었다.
개신교는 프로테스탄티즘과 같은 의미로 사용되지만 프로테스탄티즘이라는 용어가 통상적으로 많이 쓰인다.

## 개요
네덜란드, 영국, 미국 등 칼뱅주의의 영향이 강한 나라에서는 비합리성을 지닌 합리주의에 의해 근대 자본주의가 발달했다. 한편, 이탈리아와 스페인 등 가톨릭의 영향이 강하고 실천적 합리성이 두드러진 국가와 독일 등에서는 자본주의의 발달이 늦었다. 이것은 우연이 아니다. 자본주의의 ‘정신’과 칼뱅주의 사이에는 인과관계가 존재하는 것이다. 여기서 말하는 자본주의의 ‘정신’은 단순한 ‘배금주의’와 ‘이익의 추구’가 아니다. 합리적인 경영, 경제 활동을 비합리적으로 지원하는 에토스이다.
이 논문에서 베버는 '자본주의 정신'의 형성에 대해 '프로테스탄티즘의 윤리'가 결정적인 영향을 주었다는 것을 논증하려고 하였으나, 경제발전과 종교운동의 인간관계를 매우 한정된 독자적 관점과 용어법(用語法)에 의해 추구하였기 때문에 브렌타노, 좀바르트 또는 토니(1880-1962) 등이 이 책에 대해 전개한 이른바 자본주의 기원 논쟁에서도 쌍방의 논점은 충분한 관련을 갖지 못하였다.
베버는 자본주의의 기원을 전적으로 종교신앙의 특정한 형태 속에서 찾으려 한 것이 아니라, 근대자본주의가 그 주된 담당자인 '산업적 중산자층(産業的中産者層)'에 의해 형성되어 가는 과정에서 그들의 금욕적 직업윤리의 형성에 대한 이른바 주관적 자극제로서 프로테스탄티즘의 교리가 공헌한 비율을 입증하려고 하였다. 베버의 궁극적 의도는 근대 자본주의가 왜 서유럽 사회에서 우선적으로 생겨났는가 하는 의문을 합리적 생활 태도의 형성을 방해하는 영혼의 장해를 극복할 수 있는 주체적 조건이 왜 가톨릭 또는 이슬람교, 힌두교, 유교 등이 아니라 프로테스탄트 신도들 사이에서 준비되었는가에 대하여 해명하는 데에 있었다.

## 번역
2015년 5월 30일 현재 판매가 되는 번역서는 다음과 같다.
- 《프로테스탄트 윤리와 자본주의 정신》, 길, 2010년 7월 31일, 김덕영 역[주 1]
- 《프로테스탄트 윤리와 자본주의 정신》, 풀빛, 2006년 12월 11일, 김상희 역
- 《프로테스탄트 윤리와 자본주의 정신》, 다락원, 2010년 1월 25일
- 《프로테스탄트 윤리와 자본주의 정신》, 사계절, 2008년 6월 27일, 역 노명우
- 《프로테스탄티즘의 윤리와 자본주의 정신》, 문예출판사, 1988년 5월 20일, 역 박성수
- 《WHY? 막스베버 프로테스탄트 윤리와 자본주의 정신》, 예림당, 2014년 7월 5일, 편저 : 김주원[주 2]
- 《막스베버 프로테스탄트 윤리와 자본주의 정신》, 주니어김영사, 2009년 5월 11일, 편저 : 윤원근[주 3]
- 《유사 나치즘의 눈으로 읽는 프로테스탄트 윤리와 자본주의 정신》, 신원문화사, 2010년 3월 31일, 편저 윤원근
- 《프로테스탄트 윤리와 자본주의 정신 (막스 베버)》, 베리스타알파, 2012년 5월 2일, 편저 베리스타알파 편집국
- 《프로테스탄트 윤리와 자본주의 정신》(완역본), 현대지성, 2018년 6월 1일, 박문재 역

## 같이 보기
- 탈주술화
- 번영신학
- 프로테스탄트 윤리
- 합리화 (사회학)

### 내용주
1. ↑  2011년 문화체육관광부 우수학술도서 선정 목록
2. ↑  초등학교 고전읽기 프로젝트
3. ↑  서울대 선정 만화 인문고전 50선 시리즈 25

### 참조주
1. ↑  “The Protestant Ethic and the Spirit of Capitalism”. 2015년 2월 21일에 원본 문서에서 보존된 문서. 2015년 2월 21일에 확인함.
2. ↑  “Books of the Century”. 2012년 10월 10일에 원본 문서에서 보존된 문서. 2015년 2월 21일에 확인함.
3. ↑  2011년 문화체육관광부 우수 학술 도서 389종 선정 발표, 문화체육관광부, 2011년 5월 18일, 2015년 5월 30일 확인
4. 1 2  《글로벌세계대백과사전》, 〈프로테스탄티즘의 윤리와 자본주의 정신〉
5. ↑  인터파크 도서검색, 2015년 5월 30일 확인

## 참고 문헌
- 이 문서에는 다음커뮤니케이션(현 카카오)에서 GFDL 또는 CC-SA 라이선스로 배포한 글로벌 세계대백과사전의 내용을 기초로 작성된 글이 포함되어 있습니다.